# Мотыли (Удомельский район)
Мотыли — деревня в Удомельском городском округе Тверской области.

## География
Деревня находится в северной части Тверской области на расстоянии приблизительно 14 км на юг-юго-запад по прямой от железнодорожного вокзала города Удомля.

## История
Известна с 1545 года. В 1859 году принадлежала помещику Колзакову. Дворов (хозяйств) в ней было 6 (1859 год), 10 (1886), 10 (1911), 10 (1958), 10 (1986), 2 (2000). В советское время работали Райлеспромхоз, колхозы им. Молотова и «Рассвет». До 2015 года входила в состав Удомельского сельского поселения до упразднения последнего. С 2015 года в составе Удомельского городского округа.

## Население
Численность населения: 44 человека (1859 год), 70(1886), 65 (1911), 23 (1958), 12 (1986), 10 (русские 100 %) в 2002 году, 1 в 2010.